# FC Sydkysten
FC Sydkysten er en dansk fodboldklub, der holder til i den sjællandskeske by Karlslunde.

FC Sydkysten blev grundlagt i 2025, som en overbygning af Greve Fodbold og Karlslunde Idrætsforening.

Klubben spiller i .

## Ekstern kilde/henvisning
- Velkommen til FC Sydkysten